# Joel Latibeaudiere
Joel Latibeaudiere (Doncaster, 6 januari 2000) is een Engels voetballer die als verdediger speelt. 

## Clubloopbaan
Via zijn vader is Latibeaudiere van Jamaicaanse afkomst. Hij speelde oorspronkelijk in de jeugd van Leeds United. Op zijn twaalfde sloot hij zich aan bij de voetbalacademie van Manchester City. Daar doorliep hij de verschillende jeugdelftallen. In seizoen 2018/19 was hij door een kruisbandblessure geruime tijd uitgeschakeld.
Op 2 september 2019 werd hij voor één seizoen verhuurd aan FC Twente, dat uitkomt in de Nederlandse Eredivisie. Hij maakte op 19 oktober 2019 zijn debuut voor FC Twente in een wedstrijd tegen Willem II.
In oktober 2020 ging hij naar Swansea City AFC.

## Interlandloopbaan
Latibeaudiere speelde voor verschillende Engelse jeugdelftallen. Hij was de aanvoerder van het O17-team, dat in 2017 wereldkampioen werd.

## Clubstatistieken
| Seizoen     | Club            | Competitie       | Competitie | Competitie | Competitie | Beker | Beker | Beker | Europa | Europa | Europa | Totaal | Totaal | Totaal |
| Seizoen     | Club            | Competitie       | Wed.       | Dlp.       | Ass.       | Wed.  | Dlp.  | Ass.  | Wed.   | Dlp.   | Ass.   | Wed.   | Dlp.   | Ass.   |
| ----------- | --------------- | ---------------- | ---------- | ---------- | ---------- | ----- | ----- | ----- | ------ | ------ | ------ | ------ | ------ | ------ |
| 2019/20     | Manchester City | Premier League   | 0          | 0          | 0          | 0     | 0     | 0     | —      | —      | —      | 0      | 0      | 0      |
| Club Totaal | Club Totaal     | Club Totaal      | 0          | 0          | 0          | 0     | 0     | 0     | 0      | 0      | 0      | 0      | 0      | 0      |
| 2019/20     | → FC Twente     | Eredivisie       | 5          | 1          | 1          | 1     | 0     | 0     | —      | —      | —      | 6      | 1      | 1      |
| Club Totaal | Club Totaal     | Club Totaal      | 5          | 1          | 1          | 1     | 0     | 0     | 0      | 0      | 0      | 6      | 1      | 1      |
| 2020/21     | Swansea City    | EFL Championship | 8          | 0          | 0          | 2     | 0     | 0     | —      | —      | —      | 10     | 0      | 0      |
| 2021/22     | Swansea City    | EFL Championship | 29         | 0          | 0          | 3     | 1     | 0     | —      | —      | —      | 32     | 1      | 0      |
| 2022/23     | Swansea City    | EFL Championship | 34         | 2          | 3          | 3     | 0     | 0     | —      | —      | —      | 37     | 2      | 3      |
| Club Totaal | Club Totaal     | Club Totaal      | 71         | 2          | 3          | 8     | 1     | 0     | 0      | 0      | 0      | 79     | 3      | 3      |
| 2023/24     | Coventry City   | EFL Championship | 41         | 2          | 1          | 7     | 1     | 1     | —      | —      | —      | 48     | 3      | 2      |
| 2024/25     | Coventry City   | EFL Championship | 33         | 0          | 0          | 3     | 1     | 0     | —      | —      | —      | 36     | 1      | 0      |
| Club Totaal | Club Totaal     | Club Totaal      | 74         | 2          | 1          | 10    | 2     | 1     | 0      | 0      | 0      | 84     | 4      | 2      |
| TOTAAL      | TOTAAL          | TOTAAL           | 150        | 5          | 5          | 19    | 3     | 1     | 0      | 0      | 0      | 169    | 8      | 6      |

1 Moore ·
2 Binks ·
3 Dasilva ·
4 Thomas ·
5 McFadzean ·
6 Kelly  ·
7 Sakamoto ·
8 Allen ·
9 Simms ·
10 O'Hare ·
11 Wright ·
13 Wilson ·
14 Sheaf ·
21 Bidwell ·
22 Latibeaudiere ·
24 Godden ·
27 Van Ewijk ·
28 Eccles ·
30 Tavares ·
32 Burroughs ·
36 Howley ·
38 Hamer ·
40 Collins ·
45 Palmer ·
Coach: Robins